# Mi novio es un zombi
«Mi novio es un zombi» es una canción interpretada por el grupo español Alaska y Dinarama, incluida en su cuarto y último álbum de estudio Fan fatal. La compañía Hispavox la publicó como primer sencillo del disco en febrero de 1989. Compuesta por Nacho Canut y Bazoka Nut originalmente para su grupo Los Vegetales, supuso un enfoque más house en Dinarama. El tema principal de la canción trata sobre una persona que encuentra el amor en un zombi. 
La canción principalmente es pop, aunque incorpora elementos del acid house. Para muchas de las actuaciones aparecía una persona disfrazada de Freddy Krueger. Fangoria hizo su propia versión para su álbum El paso trascendental del vodevil a la astracanada. Antología de canciones de ayer y de hoy en 2010, así como incluyéndola en sus giras.

## Antecedentes y composición
La canción fue originalmente compuesta por Nacho Canut y su hermano Mauro, conocido anteriormente por el nombre artístico Bazoka Nut, para su grupo paralelo Los Vegetales. Sin embargo, debido a la falta de presupuesto, solo pudieron grabar una maqueta. En 1988, al comenzar la selección de canciones para un nuevo álbum, se dieron cuenta de que no contaban con suficiente material que se ajustara al concepto que querían plasmar. Esto los llevó a recurrir a algunas canciones de Los Vegetales, decidiendo grabar «Mi novio es un zombi» para Fan fatal.

## Lanzamiento y presentaciones en vivo
Fue lanzada como primer sencillo de Fan fatal en febrero de 1989, siendo producida por Rebeldes sin pausa. La canción adoptó un estilo más electrónico y house. En la versión de maxisencillo se incluyeron dos remezclas tituladas «Zombis en la casa del amor» y «La invasión de los disco zombis».
Durante las actuaciones, era habitual ver a Alaska acompañada por una persona disfrazada de Freddy Krueger, de Pesadilla en Elm Street, quien la abrazaba, ya que la canción describe a un novio zombi. En la carátula del maxisencillo aparece un dibujo de una chica de estilo vintage abrazando a un zombi, junto con el logotipo del grupo, diseñado por Carlos Berlanga.

## Lista de canciones y formatos
| Sencillo de 7" |                        |          |  |
| N.º            | Título                 | Duración |  |
| 1.             | «Mi novio es un zombi» | 4:13     |  |
| 2.             | «Mi novio es un zombi» | 4:13     |  |

| Sencillo de 7" |                        |          |  |
| N.º            | Título                 | Duración |  |
| 1.             | «Mi novio es un zombi» | 4:13     |  |
| 2.             | «Quiero ser santa»     | 3:21     |  |

| Sencillo de 7" |                        |          |  |
| N.º            | Título                 | Duración |  |
| 1.             | «Mi novio es un zombi» | 4:13     |  |
| 2.             | «La mosca muerta»      | 2:02     |  |

| Maxisencillo de 12" |                                   |          |  |
| N.º                 | Título                            | Duración |  |
| 1.                  | «La invasión de los disco-zombis» | 5:29     |  |
| 2.                  | «Zombis en la casa del amor»      | 4:42     |  |
| 3.                  | «Psicozombis»                     | 5:11     |  |
| 4.                  | «Mi novio es un zombi»            | 4:13     |  |

## Posicionamiento en listas
| País   | Lista              | Mejor posición |
| ------ | ------------------ | -------------- |
| España | Los 40 principales | 1              |

## Créditos y personal
- Alaska: voz
- Ignacio Canut: composición
- Bazoka Nut: composición
- Juan Carlos Aured: composición
- Rebeldes sin pausa: producción, remezcla
- Carlos Berlanga: diseño de logotipo
- Víctor Abundancia: diseño de portada
- Pablo Sycet: diseño gráfico
- Jaime Travezán: fotografía

Créditos adaptados de las notas del vinilo de 7" de «Mi novio es un zombi».